# Opalenica (stacja kolejowa)
Opalenica – stacja kolejowa w Opalenicy, w powiecie nowotomyskim, w województwie wielkopolskim, w Polsce, leżąca na szlaku kolejowym Warszawa Zachodnia – Frankfurt (Oder).

## Opis
Według klasyfikacji PKP ma kategorię dworca lokalnego. Znajdują się tu 2 perony. Została otwarta w 1870 roku. W 1871 roku została uruchomiona linia do Grodziska Wielkopolskiego.

## Ruch pasażerski
| Rok  | Wymiana roczna | Wymiana pasażerska na dobę |
| ---- | -------------- | -------------------------- |
| 2017 | 548 000        | 1500                       |
| 2018 | 767 000        | 2100                       |
| 2019 | 840 000        | 2300                       |
| 2020 | 586 000        | 1600                       |
| 2021 | 365 000        | 1000                       |
| 2022 | 474 500        | 1300                       |
| 2023 | 620 500        | 1700                       |

## Modernizacja
W 2020 roku rozpoczęła się kompleksowa przebudowa dworca. Prace – obejmujące m.in. przebudowę budynku (zastąpienie części ścian przeszkleniem, docieplenie), dostosowanie dla osób niepełnosprawnych, budowę parkingu rowerowego – zakończono 23 lutego 2023.